# فريق أوتارا للسيدات
فريق أوتارا للسيدات هو نادي كرة قدم بنغلاديشي للسيدات.. يقع مقره في أوتارا، دكا. ويتنافس في الدوري البنغلاديشي لكرة القدم للسيدات، وهو دوري الدرجة الأولى لكرة القدم للسيدات في بنغلاديش.

## تاريخ
لعب فريق أوتارا للسيدات أول مباراة له ضد فريق باشوندهارا كينغز للسيدات، في 15 نوفمبر 2022 في دكا والتي خسرها بنتيجة 0-2.

## الفريق الحالي
لم يتم الإعلان بعد عن تشكيلة الموسم المقبل.

## سجلات المدرب الرئيسي
آخر تحديث 19 يوليو 2021.

## إدارة النادي

### الكادر الفني الحالي
اعتباراً من أكتوبر 2022
| SN | موضع                 | اسم                      | مصدر |
| -- | -------------------- | ------------------------ | ---- |
| 1  | المدير الفني للمنتخب | </img> لم يتم تأكيده بعد |      |
| 2  | مساعد مدرب           | </img> لم يتم تأكيده بعد |      |